# Wolfgang Müller-Wiener
Wolfgang Müller-Wiener (* 17. Mai 1923 in Friedrichswerth (Thüringen); † 25. März 1991 in Istanbul) war ein deutscher Bauforscher.

## Leben
Nach einer Lehre als Zimmermann studierte er von 1948 bis 1951 an der Technischen Hochschule Karlsruhe Architektur und wurde 1954 mit einer Dissertation zum Thema Entwicklung des Industriebaus in Baden bei Arnold Tschira promoviert. Anschließend erhielt er das Reisestipendium des Deutschen Archäologischen Instituts. 1956 wurde er Referent an der Abteilung Istanbul des Deutschen Archäologischen Instituts. Von 1962 bis 1967 war er zweiter Direktor der Abteilung Kairo des Deutschen Archäologischen Instituts und leitete während dieser Zeit die Grabungen von Abu Mena bei Alexandria. Nach seiner Habilitation 1965 an der Technischen Hochschule Karlsruhe wurde er 1967 ordentlicher Professor für Baugeschichte an der Technischen Hochschule Darmstadt. 1976 wurde er erster Direktor der Abteilung Istanbul des Deutschen Archäologischen Instituts. Von 1974 bis zu seiner Pensionierung 1988 leitete er die Grabung in Milet, wo er selbst drei hellenistische Tempel und Heroa mit Berthold Weber und die frühchristlichen Bauten untersuchte. 
Zu seinen Ehren wurde der Gästetrakt des DAI Istanbul Wolfgang-Müller-Wiener-Kolleg genannt.

## Schriften (Auswahl)
- mit Armin von Gerkan: Das Theater von Epidauros. Kohlhammer, Stuttgart 1961.
- Mittelalterliche Befestigungen im südlichen Ionien. In: Istanbuler Mitteilungen. Bd. 11, ISSN 0341-9142, 1961, S. 5–122.
- Die Stadtbefestigungen von Izmir, Sigacik und Çandarli: Bemerkungen zur mittelalterlichen Topographie des nördlichen Ionien. In: Istanbuler Mitteilungen. Bd. 12, 1962, S. 59–114.
- Burgen der Kreuzritter im Heiligen Land, auf Zypern und in der Ägäis. Deutscher Kunstverlag, München 1966.
- Bildlexikon zur Topographie Istanbuls. Byzantion, Konstantinupolis, Istanbul bis zum Beginn des 17. Jahrhunderts. Wasmuth, Tübingen 1977, ISBN 3-8030-1022-5.
- Von der Polis zum Kastron. In: Gymnasium. Bd. 93, 1986, S. 435–475.
- Griechisches Bauwesen in der Antike. C. H. Beck, München 1988, ISBN 3-406-32993-4.
- Die Häfen von Byzantion, Konstantinupolis, Istanbul. Wasmuth, Tübingen 1994, ISBN 3-8030-1042-X.
- mit Johannes Cramer: Wohnhausbau im osmanischen Istanbul (= Berliner Beiträge zur Bauforschung und Denkmalpflege. Band 19). Imhoff, Petersberg 2021, ISBN 978-3-7319-1035-0 (aus dem Nachlass).